# Si paranasal
Els sins paranasals o sins nasals o sins facials són espais plens d'aire, que comuniquen amb la cavitat nasal, dins dels ossos del crani i la cara.

## Tipus en els éssers humans
Els éssers humans tenen una sèrie de sins paranasals, dividits en subgrups que es denominen d'acord amb l'os en el que els sins es troben:
- Si maxil·lar, també anomenat l'antre maxil·lar i és el més gran dels sins paranasals, està en el maxil·lar superior.
- Si frontal, superior als ulls, en l'os frontal.
- Si etmoïdal, que es formen a partir de diverses petites cèl·lules d'aire dins de l'os etmoide.
- Si esfenoïdal, en l'os esfenoide.

Els sins paranasals estan recoberts d'epiteli respiratori (epiteli cilíndric pseudoestratificat ciliat).

## Desenvolupament
A través de l'excavació d'os pels sacs plens d'aire de (diverticles pneumàtics) de la cavitat nasal. Aquest procés comença abans de néixer, i continua al llarg de la vida d'un organisme

## Funció biològica
El paper biològic dels sins paranasals es debat, però s'han proposat un nombre de funcions possibles:
- Disminució del pes relatiu de la part frontal del crani, i especialment dels ossos de la cara. La forma dels ossos de la cara és important, com a punt d'origen i la inserció dels músculs de l'expressió facial.
- Augment de la ressonància de la veu.
- Proporcionen una protecció contra cops a la cara.
- Aïllament d'estructures sensibles com arrels dentals i els ulls de les fluctuacions ràpides de la temperatura a la cavitat nasal.
- Humidificació i calefacció d'aire inhalat lentament en la zona del nas.

## Malalties
Els sins paranasals s'uneixen a la cavitat nasal a través de petits orificis anomenats òstiums. Aquests s'obstrueixen fàcilment per la inflamació al·lèrgica, o per la inflamació en la mucosa nasal que es produeix amb un refredat. Si això passa, el drenatge normal de moc en els sins s'interromp, i pot succeir la sinusitis.
Els càncers dels sins paranasals constitueixen aproximadament el 0,2% de tots els càncers. Al voltant del 80% d'aquests tumors sorgeixen en el si maxil·lar.

## Imatges addicionals

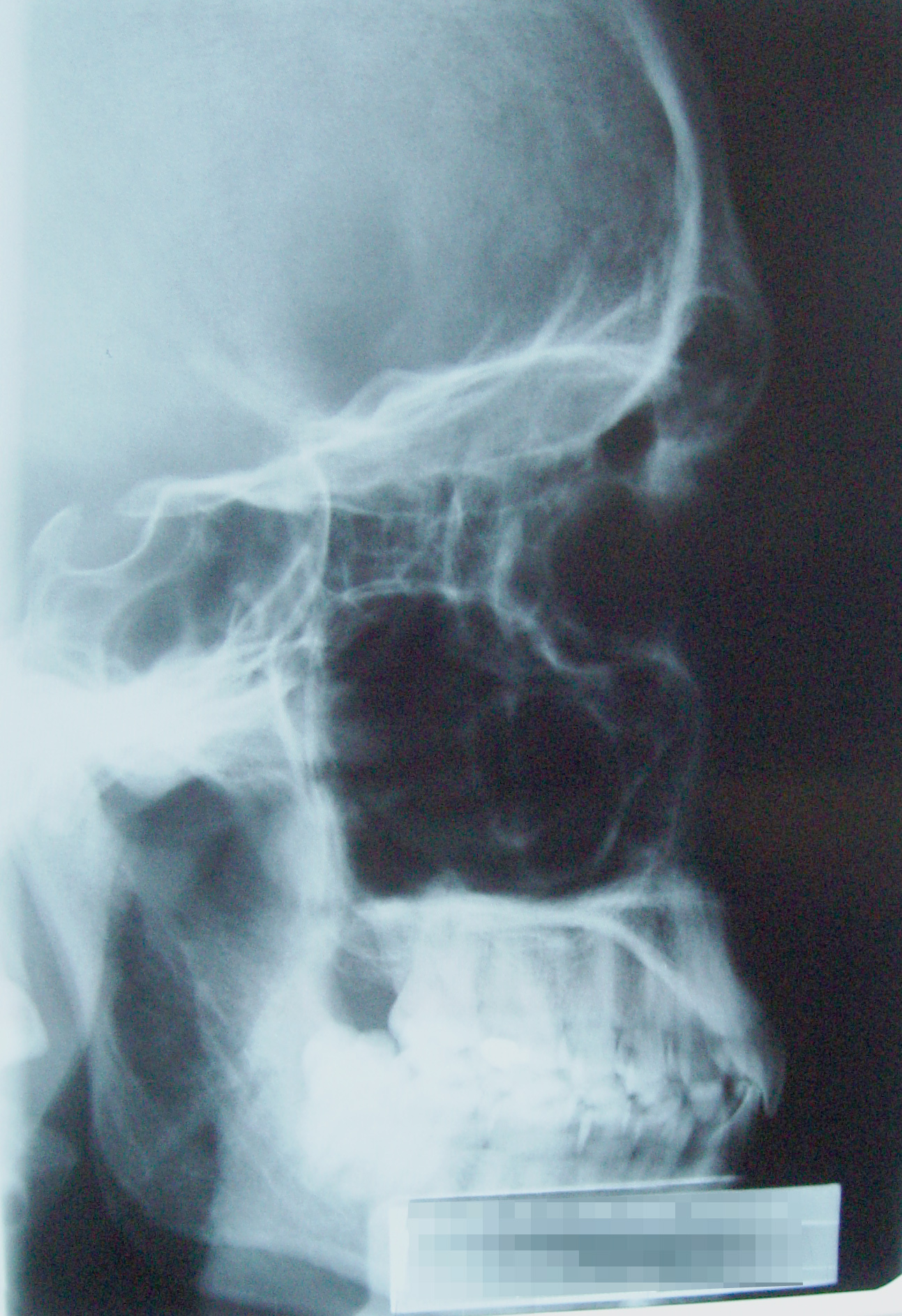
Radiografia lateral de la cara